# Emmanuel Mayuka
Emmanuel Mayuka (ur. 21 listopada 1990 w Kabwe) – zambijski piłkarz grający na pozycji napastnika.

## Kariera klubowa
Karierę piłkarską Mayuka rozpoczął w klubie Kabwe Warriors, wywodzącego się z miasta Kabwe. W 2006 roku został członkiem pierwszego zespołu i wtedy też zadebiutował w jego barwach w rozgrywkach zambijskiej Premier League. W 2007 roku zdobył z Kabwe Warriors Challenge Cup.
W połowie 2008 roku Mayuka przeszedł do izraelskiego pierwszoligowca Maccabi Tel Awiw. W sezonie 2008/2009 rozegrał w barwach Maccabi 12 ligowych spotkań jako rezerwowy. Zdobył też Puchar Izraela. Od początku sezonu 2009/2010 był podstawowym zawodnikiem Maccabi.
Latem 2010 roku Mayuka został piłkarzem szwajcarskiego BSC Young Boys. W sierpniu 2012 przeszedł do angielskiego Southamptonu. W Premier League zadebiutował 2 września 2012 w przegranym 2:3 meczu z Manchesterem United. W sezonie 2013/2014 w barwach Southamptonu rozegrał 11 ligowych spotkań, ale żadnego w pełnym wymiarze czasu. Sezon 2013/2014 spędził na wypożyczeniu we francuskim FC Sochaux-Montbéliard, grającym w Ligue 1. Następnie wrócił do Southamptonu, którego zawodnikiem był jeszcze przez 2014/2015. W tym czasie zagrał tam 5 meczach w Premier League, spędzając na boisku 49 minut.
W 2015 roku Mayuka odszedł do francuskiego FC Metz z Ligue 2. Na początku 2016 roku został zaś zawodnikiem egipskiego Zamaleku. W sezonie 2015/2016 wywalczył z nim wicemistrzostwo Egiptu oraz Puchar Egiptu. W 2017 roku odszedł z Zamaleku, a następnie podpisał kontrakt z izraelskim Hapoelem Ra’ananna. Po sezonie 2017/2018 opuścił klub. W latach 2020–2023 grał w NAPSA Stars FC, w którym zakończył karierę.

## Kariera reprezentacyjna
W 2007 roku Mayuka wraz z reprezentacją Zambii U-20 wystąpił na Mistrzostwach Świata U-20. W dorosłej reprezentacji zadebiutował 29 września 2007 roku w wygranym 3:0 meczu z COSAFA Cup 2007 w Mozambikiem i w debiucie zdobył gola. W 2008 roku został powołany do kadry na Puchar Narodów Afryki 2008, którego był najmłodszym uczestnikiem. Na tym turnieju wystąpił w jednym spotkaniu, z Sudanem (3:0). W 2010 roku powołano go na Puchar Narodów Afryki 2010. Wraz ze swoją reprezentacją, 12 lutego 2012 zdobył Puchar Narodów Afryki. Od 2007 do 2015 wystąpił w kadrze narodowej 55 razy i strzelił 12 goli.